# Montes Apenninus
Os Montes Apenninus são uma extensa cordilheira localizada na parte norte da face visível da Lua. Foi assim batizada em homenagem aos Montes Apeninos, na Itália.
A cordilheira forma o limite sudeste do vasto mare lunar batizado de Mare Imbrium e a borda noroeste da Terra Nivium (Terra das Neves) região montanhosa e de terras altas da Lua. Ela começa logo o oeste da proeminente cratera Eratóstenes, que se apóia contra a face sul da cordilheira. Para o lado oeste existe uma grande depressão onde o Imbrium, ao norte, encontra-se com o Mare Insularum ao sul; mais ao oeste, estão os Montes Carpatus.
A cordilheira consiste de diversas montanhas que receberam nomes como Monte Huygens, a mais alta montanha da Lua, Monte Hadley e Monte Hadley Delta, os dois últimos mais conhecidos da comunidade científica por ser o pequeno vale existente entre eles o local de pouso da missão Apollo 15, em 1971.
Esta missão foi considerada uma das mais bem sucedidas de todo o programa Apollo e iniciou a série de missões de três dias na superfície do satélite, com o uso do jipe lunar nelas.